# Ormosia longicorna
Ormosia longicorna là một loài ruồi trong họ Limoniidae. Chúng phân bố ở miền Tân bắc.